# نگذار من آخرین کسی باشم که می‌داند
«نگذار من آخرین کسی باشم که می‌داند» تک‌آهنگی از بریتنی اسپیرز است که در ۱۷ ژانویه ۲۰۰۱ منتشر شد. این تک‌آهنگ در آلبوم بریتنی (آلبوم) قرار داشت.
این تک‌آهنگ در چارت‌های اتریش، سوئیس جزو ده ترانه اول قرار گرفت.